# Paliavana
Paliavana é um género botânico pertencente à família Gesneriaceae.

## Espécies
| - Paliavana lasiantha - Paliavana prasinata - Paliavana racemosa - Paliavana schiffneri | - Paliavana sericiflora - Paliavana sericifolia - Paliavana tenuiflora - Paliavana werdermanni |